# Fábio de Barros (engenheiro agrônomo)
Fábio de Barros (1956) é um engenheiro agrônomo, pesquisador e professor brasileiro.
É formado pela Universidade de São Paulo, USP, com mestrado em Biologia Vegetal pela Universidade Estadual de Campinas, UNICAMP e doutorado em Biologia Vegetal, também pela UNICAMP.
Interessado em fitogeografia, atualmente (2008) ocupa o cargo de Pesquisador na Seção de Curadoria do Herbário do Instituto de Botânica do Estado de São Paulo onde é docente na Área de Plantas Vasculares em Análises Ambientais.
Fábio de Barros é citado no Index Kewensis e International Plant Names Index.

## Espécies descritas por Fábio de Barros
- Acianthera adamantinensis (Brade) F.Barros, Bradea 8(43): 294 (2002).
- Acianthera bragae (Ruschi) F.Barros, Hoehnea 30(3): 183. (2003).
- Acianthera caldensis (Hoehne & Schltr.) F.Barros, Orchid Memories 9. (2004)
- Acianthera cryptoceras (Rchb.f.) F.Barros, Hoehnea 30(3): 185. 2003
- Acianthera cryptophoranthoides (Loefgr.) F.Barros, Hoehnea 30(3): 185. 2003
- Acianthera fabiobarrosii (Borba & Semir) F.Barros & F.Pinheiro , Bradea 8(48): 329 (2002).
- Acianthera floribunda (Lindl.) F.Barros , Bradea 8(43): 294. 2002.
- Acianthera guimaraensii (Brade) F.Barros , Bradea 8(43): 294 (2002).
- Acianthera heliconiscapa (Hoehne) F.Barros , Bradea 8(43): 294 (2002).
- Acianthera heringeri (Hoehne) F.Barros , Hoehnea 30(3): 185. 2003.
- Acianthera hoffmannseggiana (Rchb.f.) F.Barros , Hoehnea 30(3): 186. 2003
- Acianthera hystrix (Kraenzl.) F.Barros , Orchid Memories 10. 2004
- Acianthera iguapensis (Schltr.) F.Barros , Orchid Memories 10. 2004
- Acianthera jordanensis (Brade) F.Barros , Bradea 8(43): 294 (2002).
- Acianthera juergensii (Schltr.) F.Barros , Bradea 8(43): 294 (2002).
- Acianthera macuconensis (Barb.Rodr.) F.Barros , Hoehnea 30(3): 186. 2003
- Acianthera magalhanesii (Pabst) F.Barros , Hoehnea 30(3): 186. 2003
- Acianthera minima (Cogn.) F.Barros , Bradea 8(43): 295 (2002).
- Acianthera nemorosa (Barb.Rodr.) F.Barros , Hoehnea 30(3): 186. 2003
- Acianthera oligantha (Barb.Rodr.) F.Barros , Hoehnea 30(3): 186. 2003
- Acianthera pernambucensis (Rolfe) F.Barros , Bradea 11(1): 30. 2006
- Acianthera punctata (Barb.Rodr.) F.Barros , Bradea 8(43): 295 (2002).
- Acianthera purpureoviolacea (Cogn.) F.Barros , Bradea 8(43): 295 (2002).
- Acianthera ramosa (Barb.Rodr.) F.Barros , Hoehnea 30(3): 186. 2003
- Acianthera rupestris (Lindl.) F.Barros , Bradea 8(43): 295 (2002).
- Acianthera serpentula (Barb.Rodr.) F.Barros , Hoehnea 30(3): 187. 2003
- Amblostoma amblostomoides (Hoehne) F.Barros , in Bol. Mus. Bot. Mun. (Curitiba), 53: 3 (1982).
- Anacheilium punctiferum (Rchb.f.) F.Barros , Hoehnea, 10: 85 (1983 publ. 1984).
- Anathallis adenochila (Loefgr.) F.Barros , Hoehnea 30(3): 187. 2003 [30 Dec. 2003]
- Anathallis bleyensis (Pabst) F.Barros , Hoehnea 30(3): 187. 2003 [30 Dec. 2003]
- Anathallis dryadum (Schltr.) F.Barros , Orchid Memories 10. 2004
- Anathallis ferdinandiana (Barb.Rodr.) F.Barros , Hoehnea 30(3): 187. 2003 [30 Dec. 2003]
- Anathallis fernandiana (Hoehne) F.Barros , Hoehnea 30(3): 187. 2003 [30 Dec. 2003]
- Anathallis flammea (Barb.Rodr.) F.Barros , Hoehnea 30(3): 187. 2003 [30 Dec. 2003]
- Anathallis gehrtii (Hoehne & Schltr.) F.Barros , Orchid Memories 10. 2004
- Anathallis graveolens (Pabst) F.Barros , Bradea 11(1): 30. 2006 [16 Mar 2006]
- Anathallis guarujaensis (Hoehne) F.Barros , Hoehnea 30(3): 187. 2003 [30 Dec. 2003]
- Anathallis helmutii (Hoehne) F.Barros , Hoehnea 30(3): 187. 2003 [30 Dec. 2003]
- Anathallis imbricata (Barb.Rodr.) F.Barros & F.Pinheiro , Bradea 8(48): 329 (2002).
- Anathallis jordanensis (Hoehne) F.Barros , Hoehnea 30(3): 189. 2003.
- Anathallis montipelladensis (Hoehne) F.Barros , Bradea 8(43): 295 (2002).
- Anathallis paranapiacabensis (Hoehne) F.Barros , Hoehnea 30(3): 189. 2003 [30 Dec. 2003]
- Anathallis peroupavae (Hoehne & Brade) F.Barros , Hoehnea 30(3): 189. 2003 [30 Dec. 2003]
- Anathallis piratiningana (Hoehne) F.Barros , Hoehnea 30(3): 190. 2003 [30 Dec. 2003]
- Anathallis pusilla (Barb.Rodr.) F.Barros , Hoehnea 30(3): 190. 2003 [30 Dec. 2003]
- Anathallis puttemansii (Hoehne) F.Barros , Hoehnea 30(3): 190. 2003 [30 Dec. 2003]
- Anathallis reedii (Luer) F.Barros , Bradea 11(1): 30. 2006 [16 Mar 2006]
- Anathallis subnulla (Luer & Toscano) F.Barros , Bradea 11(1): 31. 2006 [16 Mar 2006]
- Anathallis trullilabia (Pabst) F.Barros , Bradea 11(1): 31. 2006 [16 Mar 2006]
- Anathallis welteri (Pabst) F.Barros , Hoehnea 30(3): 190. 2003 [30 Dec. 2003]
- Aspasia silvana F.Barros , Hoehnea, 15: 94 (1988 publ. 1989).
- Barbosella spiritu-sanctensis (Pabst) F.Barros & Toscano , in An. XXXV Congr. Nac. Bot. Manaus - 1984 (ed. M. Freitas da Silva): 23 (1990).
- Bifrenaria harrisoniae (Hook.) Rchb.f. f. alba-plena (Pabst) F.Barros & J.A.N.Bat. , Orquidologia Sul-Amer. 100. 2004
- Bletia catenulata Ruiz & Pav. f. caerulea (L.C.Menezes) F.Barros & J.A.N.Bat. , Orquidologia Sul-Amer. 100. 2004
- Bulbophyllum involutum Borba, J.Semir & F.Barros , Novon 8(3): 225 (1998).
- Catasetum subsect. Convergentes H.D.Bicalho & F.Barros , Lindleyana 3(2): 88 (1988).
- Catasetum subsect. Divaricatae H.D.Bicalho & F.Barros , Lindleyana 3(2): 92 (1988).
- Catasetum ariquemense F.E.L.Miranda & K.G.Lacerda f. viride (L.C.Menezes) F.Barros & J.A.N.Bat. , Orquidologia Sul-Amer. 100. 2004
- Catasetum × intermedium L.C.Menezes & Braem f. rubrum (L.C.Menezes) F.Barros & J.A.N.Bat. , Orquidologia Sul-Amer. 100. 2004
- Catasetum spitzii Hoehne f. album (L.C.Menezes) F.Barros & J.A.N.Bat. , Orquidologia Sul-Amer. 101. 2004
- Catasetum taquariense H.D.Bicalho, F.Barros & J.L.de A.Moutinho Neto , in Orchid Dig., 48(6): 218 (1984).
- Catasetum vinaceum (Hoehne) Hoehne f. album (L.C.Menezes) F.Barros & J.A.N.Bat. , Orquidologia Sul-Amer. 101. 2004
- Cattleya aclandiae Lindl. f. alba (L.C.Menezes) F.Barros & J.A.N.Bat. , Orquidologia Sul-Amer. 101. 2004
- Cattleya bicolor Lindl. f. alba (Fowlie) F.Barros & J.A.N.Bat. , Orquidologia Sul-Amer. 101. 2004
- Cattleya elongata Barb.Rodr. f. alba F.Barros & J.A.N.Bat. , Orquidologia Sul-Amer. 101. 2004
- Cattleya harrisoniana Bateman ex Lindl. f. alba (Beer) F.Barros & J.A.N.Bat. , Orquidologia Sul-Amer. 101. 2004
- Cattleya intermedia Graham f. parthenia (Rchb.f.) F.Barros & J.A.N.Bat. , Orquidologia Sul-Amer. 101. 2004
- Cattleya labiata Lindl. f. alba (Linden & Rodigas) F.Barros & J.A.N.Bat. , Orquidologia Sul-Amer. 102. 2004
- Cattleya leopoldii Verschaff. ex Lem. f. alba (Fowlie) F.Barros & J.A.N.Bat. , Orquidologia Sul-Amer. 102. 2004
- Cattleya leopoldii Verschaff. ex Lem. f. caerulea (L.C.Menezes) F.Barros & J.A.N.Bat. , Orquidologia Sul-Amer. 102. 2004
- Cattleya nobilior Rchb.f. f. alba (L.C.Menezes) F.Barros & J.A.N.Bat. , Orquidologia Sul-Amer. 102. 2004
- Cattleya warneri T.Moore ex Warner f. caerulea (L.C.Menezes) F.Barros & J.A.N.Bat. , Orquidologia Sul-Amer. 102. 2004
- Coryanthes dasilvae F.Barros , Hoehnea 28(3): 280 (2001).
- Cyrtopodium polyphyllum (Vell.) Pabst ex F.Barros , Acta Bot. Brasil. 8(1): 12 (1994).
- Dimerandra emarginata (G.Mey.) Hoehne f. alba (L.C.Menezes) F.Barros & J.A.N.Bat. , Orquidologia Sul-Amer. 102. 2004
- Dryadella silvana F.Barros , Revista Brasil. Bot. 18(1): 35 (1995).
- Epidendrum puniceoluteum F.Pinheiro & F.Barros , Hoehnea 33(2): 248 (247-250; figs. 1-2). 2006 [30 Jun 2006]
- Epidendrum secundum Jacq. var. albescens (Pabst) F.Barros , Acta Bot. Brasil. 10(1): 142 (1996).
- Epidendrum secundum Jacq. f. albescens (Pabst) F.Barros , Hoehnea 29(2): 111 (2002).
- Eulophia alta Fawc. & Rendle f. flavescens (Schltr.) F.Barros , Orchid Memories 20. 2004.
- Grobya cipoensis F.Barros & Lourenço , Bot. J. Linn. Soc. 145(1): 120 (122-123; fig. 2). 2004.
- Grobya guieselii F.Barros & Lourenço , Bot. J. Linn. Soc. 145(1): 125 (-127; fig. 5). 2004.
- × Hadrocattleya elegans (Rchb.f.) V.P.Castro & Chiron f. leucotata (L.Linden) F.Barros & J.A.N.Bat. , Orquidologia Sul-Amer. 102. 2004
- Hadrolaelia crispa (Lindl.) Chiron & V.P.Castro f. alba (B.S.Williams) F.Barros & J.A.N.Bat. , Orquidologia Sul-Amer. 102. 2004
- Hadrolaelia perrinii (Lindl.) Chiron & V.P.Castro f. alba (O'Brien) F.Barros & J.A.N.Bat. , Orquidologia Sul-Amer. 103. 2004
- Hadrolaelia purpurata (Lindl. & Paxton) Chiron & V.P.Castro f. virginalis (L.C.Menezes) F.Barros & J.A.N.Bat. , Orquidologia Sul-Amer. 103. 2004
- Hadrolaelia spectabilis (Paxton) F.Barros & J.A.N.Bat. f. alba F.Barros & J.A.N.Bat. , Orquidologia Sul-Amer. 103. (2004).
- Heterotaxis brasiliensis (Brieger & Illg) F.Barros , Hoehnea 29(2): 112 (2002).
- Heterotaxis equitans (Schltr.) F.Barros , Hoehnea 32(3): 427. 2005 [29 Dec 2005]
- Heterotaxis proboscidea (Rchb.f.) F.Barros , Hoehnea 29(2): 113 (2002).
- Heterotaxis sessilis (Sw.) F.Barros , Hoehnea 29(2): 112 (2002).
- Heterotaxis superflua (Rchb.f.) F.Barros , Hoehnea 29(2): 113 (2002).
- Heterotaxis valenzuelana (A.Rich.) F.Barros , Hoehnea 32(3): 427. 2005 [29 Dec 2005]
- Heterotaxis villosa (Barb.Rodr.) F.Barros , Hoehnea 29(2): 113 (2002).
- Heterotaxis violaceopunctata (Rchb.f.) F.Barros , Hoehnea 29(2): 113 (2002).
- Isabelia violacea (Lindl.) Van den Berg & M.W.Chase f. alba (Barb.Rodr.) F.Barros , Hoehnea 30(3): 182 (-183). 2003 [30 Dec. 2003]
- Malaxis sect. Umbellulatae (Ridl.) F.Barros , in Bol. Bot. (São Paulo), 15: 33 (1996).
- Malaxis cipoensis F.Barros , in Bol. Bot. (São Paulo), 15: 31 (1996).
- Maxillaria rupestris Barb.Rodr. f. brevis (Hoehne & Schltr.) F.Barros , Orchid Memories 14. 2004
- Microlaelia lundii (Rchb.f.) Chiron & V.P.Castro f. alba (L.C.Menezes) F.Barros & J.A.N.Bat. , Orquidologia Sul-Amer. 103 (2004).
- Neolehmannia garciae (Pabst) F.Barros , in Bol. Mus. Bot. Mun. (Curitiba), 53: 3 (1982).
- Oncidium cebolleta (Jacq.) Sw. f. purum (L.C.Menezes) F.Barros & J.A.N.Bat. , Orquidologia Sul-Amer. 103. (2004).
- Oncidium hookeri Rolfe f. albescens (Pabst) F.Barros & J.A.N.Bat. , Orquidologia Sul-Amer. 103. (2004).
- Pabstiella aryter (Luer) F.Barros , Bradea 8(43): 296 (2002).
- Pabstiella determannii (Luer) F.Barros , Bradea 8(43): 296 (2002).
- Pabstiella syringodes (Luer) F.Barros , Bradea 8(43): 296 (2002).
- Pabstiella tripterantha (Rchb.f.) F.Barros , Bradea 8(43): 296 (2002).
- Pabstiella yauaperyensis (Barb.Rodr.) F.Barros , Bradea 8(43): 296 (2002).
- Polycycnis silvana F.Barros , Revista Brasil. Bot. 6(1): 15 (1983).
- Promenaea silvana F.Barros & Cath. , Hoehnea, 21(1–2): 94 (1994 publ. 1995).
- Pseudolaelia canaanensis (Ruschi) F.Barros , Acta Bot. Brasil. 8(1): 15 (1994).
- Rodriguezia decora Rchb.f. f. lactea (L.C.Menezes) F.Barros & J.A.N.Bat., Orquidologia Sul-Amer. 104, (2004).
- Schomburgkia gloriosa Rchb.f. f. alba (L.C.Menezes) F.Barros & J.A.N.Bat., Orquidologia Sul-Amer. 104, (2004).
- Scuticaria novaesii F.Barros & Cath. , Hoehnea, 9: 57 (1981 publ. 1982).
- Specklinia alligatorifera (Rchb.f.) F.Barros , Hoehnea, 10: 109 (1983 publ. 1984).
- Specklinia aphtosa (Lindl.) F.Barros , Hoehnea, 10: 109 (1983 publ. 1984).
- Specklinia auriculata (Lindl.) F.Barros , Hoehnea, 10: 109 (1983 publ. 1984).
- Specklinia crinita (B.Rodr.) F.Barros , Hoehnea, 10: 109 (1983 publ. 1984).
- Specklinia depauperata (Cogn.) F.Barros , Hoehnea, 10: 109 (1983 publ. 1984).
- Specklinia fernandiana (Hoehne) F.Barros , Hoehnea, 10: 109 (1983 publ. 1984).
- Specklinia grobyi (Bateman ex Lindl.) F.Barros , Hoehnea 10: 110. 1983 [1984] (GCI)
- Specklinia grobyi (Bateman ex Lindl.) F.Barros , Hoehnea, 10: 110 (1983 publ. 1984).
- Specklinia hygrophila (B.Rodr.) F.Barros , Hoehnea, 10: 110 (1983 publ. 1984).
- Specklinia hypnicola (Lindl.) F.Barros , Hoehnea, 10: 110 (1983 publ. 1984).
- Specklinia leptotifolia (Barb.Rodr.) F.Barros , Hoehnea 10: 110. (1984).
- Specklinia luteola (Lindl.) F.Barros , Hoehnea, 10: 110 (1983 publ. 1984).
- Specklinia marginalis (Rchb.f.) F.Barros , Hoehnea, 10: 110 (1983 publ. 1984).
- Specklinia microgemma (Schltr. ex Hoehne) F.Barros ,  Hoehnea, 10: 110 (1983 publ. 1984).
- Specklinia miniato-lineolata (Hoehne) F.Barros , Hoehnea, 10: 110 (1983 publ. 1984).
- Specklinia mouraeoides (Hoehne) F.Barros , Hoehnea, 10: 110 (1983 publ. 1984).
- Specklinia peduncularis (Lindl.) F.Barros , Hoehnea, 10: 110 (1983 publ. 1984).
- Specklinia piratiningana (Hoehne) F.Barros , Hoehnea, 10: 110 (1983 publ. 1984).
- Specklinia ramphastorhyncha (Barb.Rodr.) F.Barros , Bradea 11(1): 31. (2006).
- Specklinia recurva (Lindl.) F.Barros , Hoehnea, 10: 110 (1983 publ. 1984).
- Specklinia rubens (Lindl.) F.Barros , Hoehnea, 10: 110 (1983 publ. 1984).
- Specklinia rubrolineata (Hoehne) F.Barros , Hoehnea, 10: 110 (1983 publ. 1984).
- Specklinia saundersiana (Rchb.f.) F.Barros , Hoehnea, 10: 110 (1983 publ. 1984).
- Specklinia sonderana (Rchb.f.) F.Barros ,  Hoehnea, 10: 110 (1983 publ. 1984).
- Specklinia subpicta (Schltr.) F.Barros , Orchid Memories 19. (2004).
- Specklinia trifida (Lindl.) F.Barros , Orchid Memories 19. (2004).
- Veyretia rupicola (Garay) F.Barros , Hoehnea 30(3): 183. (2003).